# الخنازير (أغنية البيتلز)
الخنازير (بالإنجليزية: Piggies)‏ هي أغنية لفريق الروك الإنجليزي «البيتلز» من ألبومهم عام 1968، «الألبوم الأبيض»، كتبها جورج هاريسون كتعليق وهجاء إجتماعي، للجشع والحياة الإستهلاكية. من بين العديد من العناصر التي تضمها من الموسيقى الكلاسيكية، تتميز الأغنية بالمزيج بين عزف الجيتارات والأوركسترا (البوب الباروكي)، والتي تتناقض مع كلمات هاريسون اللاذعة وصوت شخبر الخنازير.

## طاقم العزف والتسجيل
جورج هاريسون: غناء رئيسي وهارموني وجيتار صوتي وغناء مساند.
جون لينون: تأثيرات شريطية وصوت شخير ودعم غناء.
بول مكارتني: جيتار باس ودعم غناء.
رينجو ستار: دف
موسيقيون إضافيين
كريس توماس: هاربسيكورد
هنري داتينر: كمان
إريك بوي: كمان
نورمان ليدرمان: كمان
رونالد توماس: كمان
جون أندروود: فيولا
كيث كامينغز: فيولا
إلدون فوكس: تشيلو
ريجينالد كيلبي: تشيلو
جورج مارتن: توزيع الوتريات.

## كلمات الأغنية
هل رأيت الخنازير الصغيرة Have you seen the little piggies
تزحف في القاذورات؟ Crawling in the dirt
ولكل الخنازير الصغيرة And for all the little piggies
الحياة تزداد سوءا Life is getting worse
هناك دائما قاذورات ليلعبوا بها Always having dirt to play around in
هل رأيت الخنازير الأكبر Have you seen the bigger piggies
في قمصانهم البيضاء المنشية؟ In their starched white shirts
سوف تجد الخنازير الأكبر You will find the bigger piggies
يثيروا القاذورات Stirring up the dirt
دائمًا لديهم قمصان نظيفة للعب بها Always have clean shirts to play around in
في حركاتهم مع كل دعمهم In their styes with all their backing
لا يهتمون بما يدور حولهم They don't care what goes on around
هناك شيء ينقص في عيونهم In their eyes there's something lacking
ما يحتاجونه هو ضربة قوية ملعونة What they need's a damn good whacking
في كل مكان يوجد الكثير من الخنازير Everywhere there's lots of piggies
يعيش حياة الخنزير Living piggy lives
يمكنك رؤيتهم بالخارج لتناول العشاء You can see them out for dinner
مع زوجاتهم الخنازير With their piggy wives
يمسك الشوك والسكاكين لأكل لحم الخنزير المقدد Clutching forks and knives to eat their bacon

## وصلات خارجية
https://www.youtube.com/watch?v=RhY1x8CpWeI الخنازير (أغنية البيتلز)
https://www.songfacts.com/facts/the-beatles/piggies الخنازير (أغنية البيتلز)
https://www.beatlesbible.com/songs/piggies/ الخنازير (أغنية البيتلز) 